# Історії (Доктор Хаус)
«Історії» (англ. Histories)  — десята серія першого сезону американського телесеріалу «Доктор Хаус». Прем'єра епізоду проходила на каналі FOX 8 лютого 2005.
Бездомна жінка втрачає свідомість на нелегальній вечірці з наркотиками. Форман упевнений, що вона не заслуговує на лікування, і не погоджується з Вілсон, який просить його зайнятися цим випадком. До клініки приходить багатодітна мати. Дві студентки навчаються у Хауса збирати анамнез.

## Сюжет
Жінка просить пустити її на вечірку, але не має грошей. Вона благає знайти чоловіка на ім'я Джеймс, і швейцар погоджується. Вона збита з пантелику миготливими вогнями, постійно кличучи Джеймса. Одна з учасниць вечірки погоджується допомогти знайти його, але раптово намагається поцілувати її, щоб одночасно дати таблетку наркотика. Однак жінка штовхає її вбік, і на вечірку налітає поліція. Вона перекидає поліцейського, який затримав жінку, яка штовхнула гея, і падає на підлогу, у неї трапляється судомний напад. Її везуть до лікарні Прінстона-Плейнсборо, де її госпіталізують під ім’ям Джейн Доу.
Доктор Вілсон каже доктору Форману, що хоча вони підозрювали, що її стан був викликаний передозуванням наркотиків, її токсикологічний аналіз був чистим. Форман вважає, що у неї може бути психічне захворювання. Вони оглядають пацієнтку, і Форман підозрює, що вона симулює симптоми. У пацієнтки виникає судомний напад, який, як виявляється, є наслідком низького рівня цукру в крові. Вона також посмикується і не може згадати, хто вона. Форман усе ще впевнений, що вона прикидається, і хоче її виписати з лікарні.
Вілсон йде до Хауса, щоб сказати йому, що, на його думку, у пацієнтки справжня хвороба. Хаус дивується, чому Вілсон так цікавиться пацієнтом і береться за справу. Команда проводить диференційний діагноз, а Форман все ще думає, що вона прикидається. Хаус вважає, що важливо дізнатися, хто вона. Він починає перебирати її нечисельні речі. Він також зазначає, що без спогадів вона не може дати їм повну історію хвороби. Дивлячись на її речі, Хаус припускає, що у неї може бути електролітний дисбаланс. Хаус каже Форману, що береться за справу, тому що Форман цього не хоче.
Пацієнтка робить малюнки лікарів. Чейз розмовляє з пацієнткою і каже їй, що Форман його теж не любить. Під час розмови у неї стається припадок гніву (від дуже ярких сонячних променів з вікна), коли Чейз намагається її заспокоїти вона кусає Формана. Чейз зазначає, що добре, що вона не хворіє на ВІЛ та гепатит С. Форман розлючений укусуом і тому без черги, підміняючи дані пацієнтки, проводить їй МРТ дослідження. Але Кадді дізнається про спробу та зупиняє процедуру МРТ. Кадді зазначає, що комп’ютерна томографія показала, що у пацієнтки в руці металевий штифт для остеосинтезу, і вона не може пройти МРТ. Вона погоджується дозволити їм видалити штифт, тому що Хаус каже їй, що Форман вважає, що це пухлина мозку.
Форман шукає місце де жила пацієнтка. Він продає свою куртку безхатьку, щоб дізнатися про це, і знаходить намет пацієнтки, наповнений кажанами. Він також знаходить деякі документи.
Результат МРТ негативний, але Хаус визнає, що вийняв штифт лише для того, щоб ідентифікувати пацієнта (штифт має серійний номер, пов’язаний в медичний документах з іменем пацієнта). Більшість знайдених паперів – це малюнки, зроблені пацієнтом. Пацієнтку звати Вікторія Медсен. Починають надходити її медичні записи, перша з яких показує, що у неї алергія на ліки від анемії, які їй дають.
У пацієнта спостерігається сильна алергічна реакція. Лікарі вводять їй адреналін. Однак вони досі не можуть визначити, що з нею не так, незважаючи на те, що знайшли її старі лікарняні записи. Вілсон вважає, що потрібно  шукати рак яєчників. Хаус зазначає, що паранеопластичний синдром може бути причиною посмикування, і наказує сканувати її яєчники.
Хаус ухиляється від роботи в клініці, симулюючи застуду.
Хаус обговорює з Форманом, чому він не любить бездомних. Він також запитує Вілсона, чому він так піклується про пацієнта.
Кадді зустрічає  Хауса і за те, що він ухилявся від роботи в клініці, призначає йому двох студентів, щоб вони навчалися збирати анамнез. Хаус посилає їх опитати пацієнта, до якого вони були призначені.
Хаус досі дивується, чому Форман не любить безхатьок. Вілсон дивується, чому Хауса хвилюється.
Вони знаходять утворення на її яєчнику. Якщо це рак, пацієнт не виживе. Хауса каже їм лікувати туберкульоз на випадок, якщо це туберкульома - вони нічого не можуть зробити проти раку яєчників.
Форман просить вибачення у пацієнтки за те, що не повірив, що вона хвора. Вона також вибачається - вона прийняла занадто багато інсуліну, щоб потрапити в лікарню. Пацієнт починає скаржитися на занадто яскраве світло. У неї також температура 105°F (40,5°С). Вона випльовує воду, яку їй дали, скаржачись, що вона має смак отрути.
Форман хоче виключити туберкульоз, оскільки лікування не діє, але біопсія показує, що утворення є туберкуломою, що підтверджує діагноз туберкульоз. Хаус дивується, чому діагноз правильний, а лікування погіршує її стан. Чейз, Вілсон і Форман починають сперечатися. Хаус наказує зробити рентген грудної клітки, а пацієнтку кладуть у крижану ванну, щоб знизити температуру її тіла. Однак пацієнт все ще дуже боїться води.
Тим часом студенти повертаються до Хауса. Одна студентка каже, що пацієнтка пошкодила зап’ястя, коли впала з коня, інша каже, що пацієнтка зробила це, коли впала з під'їзді. Хаус запитує, яка вага пацієнтки і якого кольору її ніс. Пацієнт або менше 90 фунтів, або має червоний ніс. Студенти розуміють, що Хауса знає, що не так, і запитують його, що це таке. Він простягає їм величезний підручник з неврології та каже, що її діагноз починається на «С».
Команда виявила, що у неї інфекція, швидше за все менінгіт. Хаус замовляє лікування для цього. Однак вони виявляють, що пацієнтки, якій ввели седативні засоби, немає в її палаті.
Вілсон вважає, що Форман облажався і не провів седацію пацієнта належним чином. Кадді каже їм зателефонувати в поліцію.
Студенти звітують Хаусу. Вони намагаються вгадати діагноз. Хаус розмовляє з пацієнткою - підлітком. Вона каже йому, що розтягнула зап'ястя, коли каталася на колесі огляду і в неї врізався великий птах (повторює вигаданий сюжет з картинок та булавку у вигляді птаха на одязі лікаря). Хаус розповідає студентам про синдром Корсакова. Пацієнтка використовує підказки, щоб заповнити прогалини у своїй пам’яті, але насправді не може згадати, що сталося. Учні звертають увагу на те, що Корсаков починається на «К». Хауса каже їм поводитися з усіма так, як є, оскільки всі брешуть. Він каже їм дати їй тіамін і трохи поїсти.
Поліція доставляє пацієнтку, яка втратила свідомість і має аритмію серця. Хауса вважає, що це менінгіт. Поліція каже Хаусу, що вона лежала на траві. Хаус з'ясовує, що поліцейські використали проти неї електрошокер, який викликав аритмію.
Незважаючи на лікування, хворій стає все гірше. Хаус також зазначає, що пацієнтка не відреагувала на перший постріл електрошокера в стегно. У неї, виявляється, зниженне відчуття до подразників. Форман вважає, що це цукровий діабет. Однак Хаус встромляє голку в те місце, де пацієнтка вкусив Формана, і Форман не реагує, поки не побачить голку.
Заціпеніння, параноя, неефективність заспокійливих засобів, гідрофобія, дезорієнтація та чутливість до світла вказують лише на одне – на сказ, швидше за все, через укус від кажанів. Хвороба зайшла занадто далеко, і вони нічого не можуть зробити. Однак Форман потребує негайного лікування.
Форман і Вілсон виходять шукати чоловіка, якого мав на увазі пацієнтка - Джеймса. Вони повертаються до будинку, де відбувся рейв, нині покинутого. Вони знаходять особисті пам’ятні речі та розуміють, що це місце, де раніше жила Вікторія. Вони виявляють, що «містером Ф'юрі» в її коміксах був її чоловік Пол Ф'юрі. Джеймс був її сином, який загинув разом з її чоловіком під час автокатастрофи, де вона отримала травму і потім операції зі встановлення ортопедичного штифта. Стає очевидно, що після автокатастрофи вона не психологічно впоралася і залишилася бездомною. Форман повертається до Вікторії і каже їй, що її чоловік і Джеймс пробачили її. Вона мирно помирає.
Хаус знову стикається з Вілсоном, та намагається дізнатися, чому він так боровся за пацієнтку. Він вперше дізнається, що у Вілсона є бездомний брат, якого він не бачив дев’ять років.

## Остаточний діагноз в серії
- Туберкулома, Сказ (пацієнтка померла)